# George Cooke (soccer)
Pour les articles homonymes, voir Cooke.
George Edwin Cooke, né le 17 février 1883 à Saint-Louis et mort le 3 juin 1969 dans la même ville, est un joueur de soccer américain.

## Biographie
Avec l'équipe locale de Saint-Louis la St. Rose Parish, il participe au tournoi olympique de football de 1904. L'équipe remporte la médaille de bronze à l'issue du tournoi. Il joue les trois matches en tant que défenseur. Son jeune frère Thomas est également membre de l'équipe médaillée de bronze, mais celui-ci se blesse à la jambe lors du premier match contre le Galt FC et est remplacé par Johnson lors des matchs ultérieurs.
En dehors du football, Cooke travaille pour le groupe Liggett pendant plus de 50 ans. Il épouse Anna Sullivan, avec qui il a neuf enfants qui lui survivent. Ses funérailles ont lieu à l'église Notre-Dame du Perpétuel Secours à Saint-Louis et il est enterré au cimetière du Calvaire de cette ville.